# 焼津市立豊田中学校
焼津市立豊田中学校（やいづしりつ とよだちゅうがっこう）は、静岡県焼津市小土301-2に存在する公立中学校。

## 沿革
昭和22年　静岡県志太郡豊田村立豊田中学校を設立する
　　　　　開校式・入学式挙行、生徒数170人で発足
昭和23年　第一回修卒行式挙行
　　　　　運動場竣工する
　　　　　第一回小中学校秋季大運動会挙行
昭和24年　新校舎本館二階建の起工式を挙行する
昭和25年　新校舎本館落成式を挙行する
昭和26年　第２期工事、特別しる落成式を挙行する
昭和27年　県指定「体育指導」研究発表会を開催する
昭和28年　焼津市と合併し、焼津市立豊田中学校と改称する
昭和29年　校歌制定。作詞　三枝康高氏　作曲　惣田三四司氏
昭和37年　創立15周年記念式典を挙行する
昭和38年　プール竣工する
昭和42年　焼津市指定「学習指導」研究発表会を開催する
昭和49年　焼津市指定「全人的教育」研究発表会を開催する
昭和51年　新校舎建設起工式を挙行する
昭和52年　新校舎竣工式を挙行する
昭和53年　体育館起工式を挙行する
昭和54年　体育館竣工式を挙行する
昭和56年　体育館内校歌木彫額完成する
　　　　　プール竣工式を挙行する
昭和58年　校訓碑を設置する
昭和59年　LL教室完成する
昭和60年　「理想」石碑を設置する
昭和61年　校舎増築（2教室、1管理室、便所）完了する
平成元年　県教委指定「人間尊重の教育」発表会を開催する
平成３年　パソコン21台導入する
平成６年　日本善行会表彰を受ける　
平成８年　創立50周年記念式典を挙行する
平成10年　校舎・木工室全面塗装工事を行う
平成11年　パソコン41台導入する
平成12年　音楽室床改修工事が完了する
平成14年　校舎耐震工事・改修工事が完了する
平成17年　体育館耐震工事が完了する
平成19年　パソコン40台入れ替えを行う
平成24年　校舎増築（8教室、便所）完了する　
平成25年　パソコン40台入れ替えを行う
平成27年　校務支援ソフト運用を開始する
平成28年　焼津市教育委員会学校グループウェア運用開始
令和元年　空調設備運用開始
　　　　　パソコン室改修工事完了
　　　　　校舎西側外壁改修工事完了
令和２年　東側校舎億条及び外壁等改修工事完了
令和３年　GIGAスクール整備完了
令和４年　特別支援学級（知的）開設
令和５年　特別支援学級（情緒）開設

## 公式サイト
- 公式サイト